# Anthurium cuasicanum
Anthurium cuasicanum är en kallaväxtart som beskrevs av Thomas Bernard Croat. Anthurium cuasicanum ingår i släktet Anthurium och familjen kallaväxter. Inga underarter finns listade.